# Hakan Arıkan
Pour les articles homonymes, voir Arikan.
Hakan Arıkan, né le 17 août 1982 à Karamürsel, est un footballeur international turc évoluant au poste de gardien au Kayserispor.

## Biographie
Hakan Arıkan renouvelle et signe un nouveau contrat de 3 ans avec Beşiktaş.

## Carrière
- 2001-2002 :  Petkimspor
- 2002-jan. 2006 :  Kocaelispor
- jan. 2006-2007 :  Ankaraspor
- 2007-2011 :  Beşiktaş JK
- depuis 2011 :  Mersin Idman Yurdu SK

## Palmarès
- Coupe de Turquie de football en 2009 au Beşiktaş JK[2]
- Championnat de Turquie de football en 2008-2009 avec Beşiktaş JK[3]